# San Andrés (Málaga)

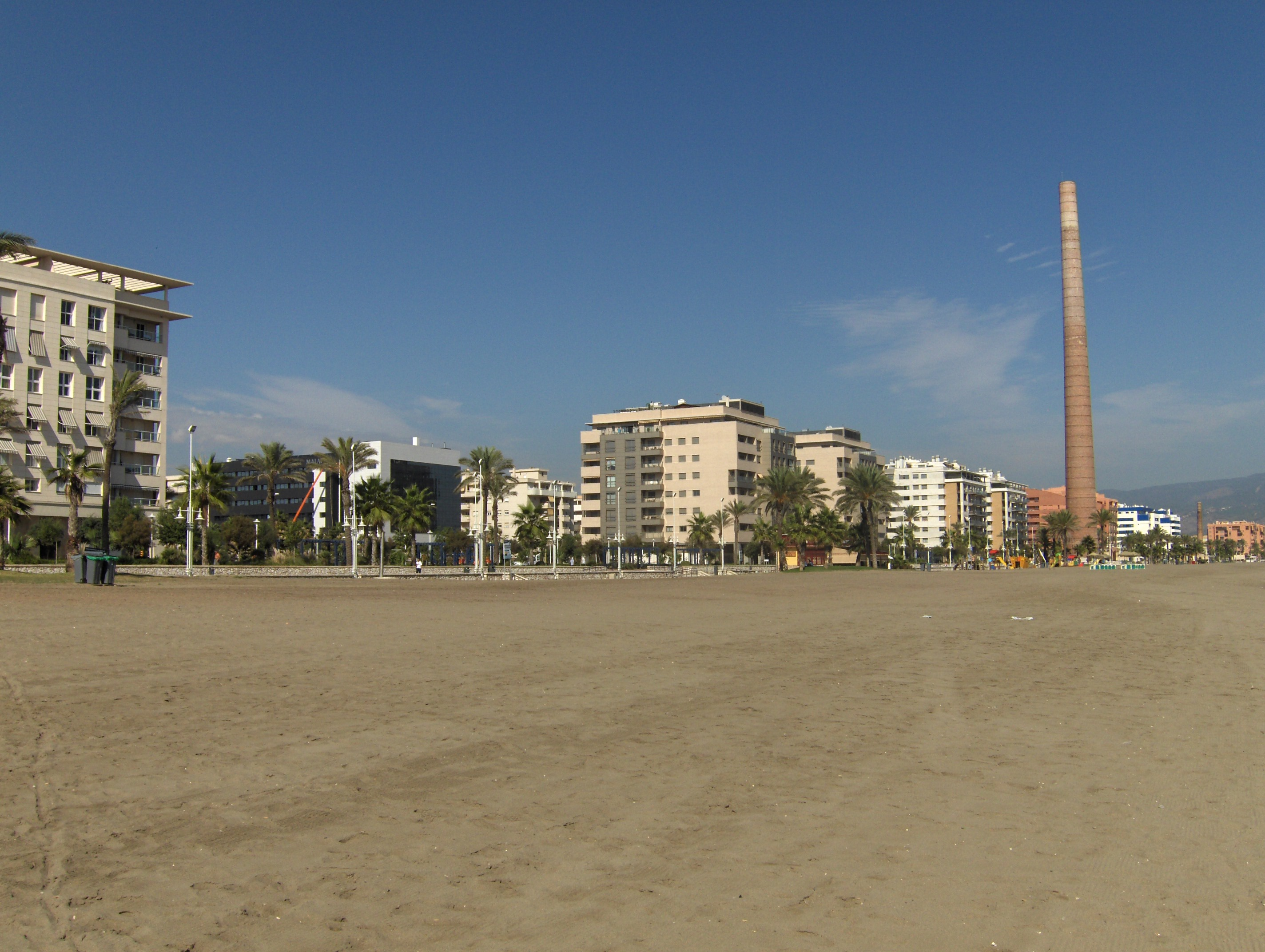
Frente marítimo de San Andrés.

San Andrés es un barrio perteneciente al distrito Carretera de Cádiz de la ciudad andaluza de Málaga, España. Según la delimitación oficial del ayuntamiento, limita al norte con los barrios de Ave María y Pacífico; al este, con el mar Mediterráneo; al sur, con los barrios de San Carlos y Santa Isabel; y al oeste, con el barrio Parque Mediterráneo.
La Chimenea de los Guindos se encuentra situada en el barrio.  

## Etimología
El origen de su nombre esté posiblemente vinculado al de la playa de San Andrés, que era como se conocía también antiguamente a la actual playa de la Misericordia, donde se encuentra el barrio. Hasta los años 1970, San Andrés fue un importante asentamiento chabolista, muchos de sus vecinos fueron reubicados en la barriada de Nuevo San Andrés.

## Historia
El barrio de San Andrés fue históricamente una zona chabolista y deprimida. La población que llegaba al barrio era gente de los pueblos de la provincia que llegaba a la capital sin medios para poder acceder a una vivienda digna. Las olas llegaban hasta las propias infraviviendas levantadas en el rebalaje, por lo que era habitual que la fuerza del oleaje derrumbara las frágiles chabolas y los débiles tabiques de madera que protegían las humildes viviendas. El asentamiento chabolista era conocido como El Perro, debido a que se formó en torno a esta antigua estación hoy desaparecido de los Ferrocarriles Suburbanos de Málaga. 
En los años 1970 comienza un plan para desmantelar las chabolas y la reubicación de la población a otras barriadas. Así se construyó el barrio de Nuevo San Andrés, que sirvió como nuevo destino a los habitantes de las chabolas asentadas en todo el litoral occidental de Málaga. En los años 1990 se regenera la zona, con la construcción de un nuevo paseo marítimo, el Parque del Oeste y con el levantamiento de nuevas urbanizaciones de viviendas a primera línea de playa.

## Transporte

### Autobús urbano
En autobús queda conectado mediante las siguientes líneas de la EMT: 
| Línea | Trayecto                      | Recorrido | Frecuencia    |
| ----- | ----------------------------- | --------- | ------------- |
| 15    | La Virreina - Santa Paula     | Recorrido | 11-12 minutos |
| 16    | Paseo del Parque - La Térmica | Recorrido | 12-13 minutos |
| 40    | Paseo de la Farola - Sacaba   | Recorrido | 60 minutos    |